# 陸蒸気
陸蒸気（おかじょうき）は、明治時代に呼ばれた「蒸気機関車」の俗称である。

## 概要
蒸気船が蒸気と略称されるのに対する語であった。明治5年9月の「金沢展覧会品目（東京都立中央図書館など蔵）」に「蒸気雛形、陸蒸気雛形」とあるのは、汽船と汽車を対照させており、陸蒸気の語は明治4年頃、福澤諭吉によって造られた造語であるとされる。
明治元年蒸気車敷設の議が提唱され、2年国有鉄道敷設計画が立てられ、3年測量され、3月に京浜間、6月に阪神間で着工された。4輪連絡水槽付機関車8両と炭水車付機関車2両がイギリスから届いたのは明治4年で、5年になっても開通しなかった。その頃流行した唱歌栄節（しょんがえぶし）に「道は出来たが蒸気車はまだかいな、道も車もできしだい、できたらたんと乗れ、岡蒸気、しよんがいな」と歌われた。5年5月7日京浜間のうち横浜、品川間の14.5マイルが竣工し、輸入汽車の仮営業が開始された。その後、品川、新橋間鉄道敷設も竣工し、京浜間の17マイル4分の3は完成した。9月に開業式が行なわれた。その頃の「よござんしよ節」に「航海開けて、道まで開けて、馬車や人力車、まだまだいいのが陸蒸気、トコ世の中よござんしよ」と歌われた。オカジョウキの名称は、明治15年頃まで行なわれた。明治17年6月上野、前橋間鉄道開通、25日の開通式の頃には汽車の名称が用いられた。